# Aleksander Pański
Aleksander Pański (ur. 4 grudnia?/16 grudnia 1862 w powiecie stopnickim, zm. 1918 w Mińsku) – polski lekarz, neurolog.

## Życiorys
Urodził się w żydowskiej rodzinie Lewka Leibusa (ur. 1833) i Hawy Silbersztejn (ur. 1840). Studiował na Cesarskim Uniwersytecie Warszawskim i na Uniwersytecie w Dorpacie. Dyplom lekarza otrzymał w 1890. Autor szeregu prac z dziedziny neurologii, działacz społeczny. Ordynator oddziału neurologicznego Szpitala Poznańskich w Łodzi. Zajmował się m.in. nowotworami mózgu.
Żonaty z Różą Sejdeman (ur. 1875), miał trzech synów Antoniego Ludwika (1895–1941), Wacława Jana (1897–1990, znanego też jako pisarz Wacław Solski) i Jerzego Stefana (1900–1979). Mieszkali wtedy w pasażu Meyera pod numerem piątym (obecnie Moniuszki). W czasie pierwszej wojny światowej znaleźli się w Mińsku. Pański pracował tam jako lekarz i był prezesem koła wychodźców. Zastrzelił się, gdy pacjentka powiedziała mu, że jego synowie umarli (co nie było prawdą).

## Prace
- Experimentelle Untersuchungen ueber den Pigmentgehalt der Stauungsmilz  (1890)
- Ein Fall  von acuter disseminirter Myelitis oder Encephalomyelitis nach  Kohlenoxydvergiftung mit Uebergang in Heilung. Neurologisches Zentralblatt (1902)
- Dwa  przypadki zapalenia opon mózgowo-rdzeniowych nagminnego. Czasopismo Lekarskie 7, 4, s. 124–125 (1905)
- Kilka uwag z powodu dalszych dwu przypadków zapalenia opon mózgowo-rdzeniowych nagminnego. Czasopismo Lekarskie 7, 5, s. 148–150 (1905)
- Z  wycieczki na kursa wakacyjne do Bonn. Czasopismo Lekarskie 8, 11, s.  369–376  (1906)
- Nerwice  urazowe (1910)
- O  znaczeniu rozpoznawczem niektórych objawów, występujących w nowotworach  móżdżku i konara mózgowego. Neurologia polska 4, 3, s. 203 (1914)
- Über  einige ungewöhnliche Erscheinungen bei Hemiplegie. Deutsche Zeitschrift für Nervenheilkunde 51, 1/2, s. 1–52 (1914)
- Dwa przypadki choroby Basedowa w następstwie kontuzyi (z kazuistyki wojennej). Gazeta Lekarska 50, 24, s. 378–379 (1916)